# Ceratitella sobrina
Ceratitella sobrina är en tvåvingeart som först beskrevs av Zia 1937.  Ceratitella sobrina ingår i släktet Ceratitella och familjen borrflugor. Inga underarter finns listade i Catalogue of Life.